# 4-HO-DiPT
Le 4-HO-DiPT (ou iprocine) est une tryptamine hallucinogène, structurellement proche de la psilocine.

## Historique
Le 4-HO-DiPT est découvert par Alexander Shulgin dans les années 1990, et décrit pour la première fois dans son livre TiHKAL: The Continuation.
Il est aujourd'hui considéré comme un NPS, et fait partie des tryptamines de synthèse les plus consommées.

### Statut légal
Il s'agit d'une substance contrôlée en Suède, ainsi que dans l'État de Floride.

## Chimie

### Structure chimique
Le 4-HO-DiPT est un dérivé hydroxylé du DiPT, et plus généralement une tryptamine substituée (en), en position R4 par un groupe hydroxy et en positions RN1 et RN2 par deux groupes isopropyle.

Il a pour formule semi-développée HO-C8H5N-(CH2)2-N(CH(CH3)2)2.

### Synthèse
Le 4-HO-DiPT est synthétisé à partir de 4-HO-DET (en), d'éther diéthylique, de chlorure d'oxalyle, de diisopropylamine, de chloroforme et d'hydrogénosulfate de sodium.

## Pharmacologie
L'action pharmacologique du 4-HO-DiPT est encore mal connue et n'a pas fait l'objet d'études (en 2017).

## Effets
Les effets du 4-HO-DiPT se rapprochent de ceux de la psilocine et durent de 2 à 3 heures, ce qui est moins que la plupart des tryptamines.

### Effets recherchés
- modification de la perception des couleurs
- hallucinations
- hallucinations auditives
- amélioration de l'humeur, euphorie
- fous rires

### Effets secondaires
- tachycardie
- nausée, vomissements
- dilatation des pupilles

### Conséquences
Le 4-HO-DiPT étant un NPS, ses conséquences à long terme sur la santé ne sont pas encore connues, et aucune étude n'a encore été menée sur son action pharmacologique ni sur sa toxicité.